# 王紹 (弘治進士)
王紹（1456年—？），字繼宗，山東兖州府曹州人，民籍，明朝政治人物。

## 生平
成化十六年（1480年）庚子科山東鄉試第四十九名舉人。弘治六年（1493年）中式癸丑科會試第十二名，三甲第七十名進士。授南京太常博士，十二年四月擢四川道御史，巡按貴州，平定蠻夷劉五支黨復作亂。正德二年（1507年）十月升山西按察司副使，五年二月升山西右參政，復除陝西參政，八年八月升陞山西按察使，九年十一月升陕西右布政使，十一年六月轉浙江左布政使，十三年七月官至南京光祿寺卿。

## 家族
曾祖王昭；祖父王恕；父親王亨，曾任鹽課司大使。前母常氏；母李氏。永感下。弟王纬。